# Головинські Горки
Головинські Горки (рос. Головинские Горки) — присілок в Торжоцькому районі Тверської області Російської Федерації.
Населення становить 36 осіб. Входить до складу муніципального утворення Борисцевське сільське поселення.

## Історія
Від 2005 року входить до складу муніципального утворення Борисцевське сільське поселення.

## Населення
| 2010 |
| ---- |
| 36   |